# Anton von Steuben
Ludwig Adolf Franz Otto Liborius Anton von Steuben (* 25. Oktober 1858 in Eisenach; † 2. Dezember 1928 in Potsdam) war ein preußischer Generalmajor.

## Leben

### Herkunft
Anton war der dritte Sohn des späteren preußischen Generalmajors Arndt von Steuben (1826–1900) und dessen Ehefrau Julie Antoinette Dorothea, geborene von Tschirschky und Boegendorff (1833–1903).

### Militärkarriere
Geprägt durch den Krieg gegen Frankreich und den aufstrebenden preußischen Patriotismus entschied sich auch der junge Steuben, ebenso wie sein älterer Bruder Kuno, für eine militärische Laufbahn. Nach dem Besuch des Eisenacher Gymnasiums wurde er am 4. Mai 1870 in der Kadettenanstalt Oranienstein aufgenommen, wechselte am 15. Mai 1876 in die Kadettenanstalt Berlin, aus der er am 22. März 1877 auf Antrag seines Vaters entlassen wurde. Grund war dessen Versetzung nach Hildesheim – als Kommandeur des 3. Hannoversches Infanterie-Regiments Nr. 79. Nach dem Besuch des Hildesheimer Gymnasiums Andreanum erfolgte im Sommer 1877 der Dienstantritt im Regiment seines Vaters.
Im Gegensatz zu den meisten anderen von Steubenschen Offizieren verbrachte Anton von Steuben nahezu seine gesamte Militärdienstzeit im Militär-Bildungswesen. Er war Erzieher, danach Kompaniechef und schließlich Kommandeur verschiedener Kadettenanstalten. Als Kompaniechef und Kommandeur der Voranstalt hatte von Steuben Einfluss auf den heranwachsenden Nachwuchs des preußischen Offizierskorps.
Am 1. Dezember 1905 beurteilte ihn der Generalinspekteur des Bildungswesens: 

„Sehr sympathische soldatische Erscheinung, das Bild der Aufrichtigkeit und Treue. Für seine jetzige Dienststellung ganz besonders beanlagt, körperlich und geistig von großer Frische. Wissenschaftlich gut vorgebildet, hat er die beste Einwirkung auf Offizierskorps und Lehrerkollegium und leitet Erziehung und Unterricht der Kadetten zu sehr erfreulichen Resultaten. Anregend und belebend auf seine Untergebenen einwirkend, voll Wohlwollen und Fürsorge für jeden Einzelnen, abgeklärt in seinen Ansichten und energisch im Auftreten, füllt er seine Stellung in hervorragend guter Weise aus.“

Am 17. Januar 1911 wurde er zum Direktor des Großen Militär-Waisenhauses zu Potsdam und Schloss Pretzsch bei gleichzeitiger Stellung zur Disposition ernannt. Steuben führte verschiedene Neueinrichtungen durch. In dieser Funktion verlieh man ihm am 19. November 1912 den Charakter als Oberst.
Nach Ende des Ersten Weltkriegs nahm Steuben am 20. Oktober 1919 seinen Abschied aus dem Militärdienst unter Verleihung des Charakters als Generalmajor. Im Ruhestand erhielt er am 18. Oktober 1921 die Beförderung zum Generalmajor.

## Beförderungen
- 26. Oktober 1878: Fahnenjunker im Infanterie-Regiment „von Voigts-Rhetz“ (3. Hannoversches) Nr. 79
- 16. September 1879: Portepee-Fähnrich im Infanterie-Regiment „von Voigts-Rhetz“ (3. Hannoversches) Nr. 79
- 14. Oktober 1880: Beförderung zum Secondeleutnant
- 24. September 1881: für zwei Monate beurlaubt zur Steubenfeier in Amerika
- 1. Mai 1885: kommandiert zum Kadettenhaus Kulm
- 1. April 1888: Versetzung zur Haupt-Kadettenanstalt Plön (Holstein)
- 22. März 1889: Premier-Lieutenant im Kadettenkorps Plön (mit Patent vom 22. Mai 1889)
- 25. März 1893: Versetzung in das Infanterie-Regiment „von Grolmann“ (1. Posensches) Nr. 18
- 14. September 1893: Hauptmann und Kompagniechef des Infanterie-Regiments „von Grolmann“ (1. Posensches) Nr. 18
- 13. Mai 1895: Kompagniechef im Kadettenhaus Potsdam
- 17. Oktober 1899: Versetzung in das 5. Großherzoglich Hessische Infanterie-Regiment Nr. 168
- 14. November 1901: Kompagniechef im Kadettenhaus Bensberg
- 18. April 1903: Beförderung zum Major
- 18. Juli 1903: Kommandeur des Kadettenhauses Wahlstatt
- 21. Februar 1908: Kommandeur des Kadettenhauses Plön
- 22. März 1910: Beförderung zum Oberstleutnant

## Auszeichnungen
- Roter Adlerorden IV. Klasse[2]
- Kronenorden IV. Klasse[2]
- Preußisches Dienstauszeichnungskreuz[2]
- Ehrenkreuz des Greifenordens[2]
- Offizier des Ordens der siamesischen Krone[2]